# Palakkad
Palakkad là một thành phố và khu đô thị của quận Palakkad thuộc bang Kerala, Ấn Độ.

## Nhân khẩu
Theo điều tra dân số năm 2001 của Ấn Độ, Palakkad có dân số 130.736 người. Phái nam chiếm 49% tổng số dân và phái nữ chiếm 51%. Palakkad có tỷ lệ 81% biết đọc biết viết, cao hơn tỷ lệ trung bình toàn quốc là 59,5%: tỷ lệ cho phái nam là 84%, và tỷ lệ cho phái nữ là 78%. Tại Palakkad, 11% dân số nhỏ hơn 6 tuổi.